# La Salle-de-Vihiers
La Salle-de-Vihiers is een voormalige gemeente in het Franse departement Maine-et-Loire in de regio Pays de la Loire en telt 900 inwoners (1999).

## Geschiedenis
De gemeente viel onder het kanton Vihiers totdat dat op 22 maart 2015 en de gemeente werd opgenomen in het nieuwe kanton Chemillé-Melay. Op 15 december 2015 fuseerde de gemeente met andere gemeente in het samenwerkingsverband Communauté de communes de la région de Chemillé tot de huidige gemeente Chemillé-en-Anjou. Voor de fusie viel de gemeente, in tegenstelling tot de meeste gemeenten in het samenwerkingsverband, onder het arrondissement Saumur maar de nieuwe gemeente valt arrondissement Cholet waardoor La Salle-de-Vihiers bij de fusie van arrondissement veranderde.

## Geografie
De oppervlakte van La Salle-de-Vihiers bedraagt 17,4 km², de bevolkingsdichtheid is 51,7 inwoners per km².
De onderstaande kaart toont de ligging van La Salle-de-Vihiers met de belangrijkste infrastructuur en aangrenzende gemeenten.

## Demografie
Onderstaande figuur toont het verloop van het inwonertal.
Chanzeaux · La Chapelle-Rousselin · Chemillé · Cossé-d'Anjou · La Jumellière · Melay · Neuvy-en-Mauges · Sainte-Christine · Saint-Georges-des-Gardes · Saint-Lézin · La Salle-de-Vihiers · La Tourlandry · Valanjou